# NGC 1457
NGC 1457 je galaksija u zviježđu Sat.

## Vanjske poveznice
- SEDS: NGC 1457